# ستيفن هندرسون
ستيفن هندرسون (بالإنجليزية: Stephen Henderson) (2 مايو 1988 دبلن جمهورية أيرلندا - ) هو لاعب كرة قدم أيرلندي يلعب كحارس مرمى.

## وصلات خارجية
ستيفن هندرسون على موقع قاعدة بيانات كرة القدم.إي يو (الإنجليزية)
- ستيفن هندرسون على موقع Soccerbase.com (لاعب) (الإنجليزية)
- ستيفن هندرسون على موقع Soccerway.com (الإنجليزية)
- ستيفن هندرسون على موقع عالم كرة القدم.نت (الإنجليزية)
- ستيفن هندرسون على موقع AS.com (الإسبانية)